# Azzano Decimo
Azzano Decimo (friülà Daçan di Pordenon ) és un municipi italià, dins de la província de Pordenone. L'any 2007 tenia 15.118 habitants. Limita amb els municipis de Chions, Fiume Veneto, Pasiano di Pordenone, Pordenone i Pravisdomini

## Administració
| Període | Identitat       | Partit     |
| ------- | --------------- | ---------- |
| 2004-   | Enzo Bortolotti | Lliga Nord |